# Erland Lagerlöf (präst)
Erland Lagerlöf, född den 14 augusti 1756 i Arvika församling, Värmlands län, död där den 9 december 1827, var en svensk präst. Han var son till prosten Andreas Lagerlöf. 

## Biografi
Erland Lagerlöf blev filosofie magister 1778, prästvigdes 1779 och blev 1784 kyrkoherde i Arvika. Han var den fjärde kyrkoherden i Arvika som bar namnet Lagerlöf. Själv såg han på äldre dagar detta som sin enda förtjänst. I varje fall var det den direkta anledningen till att han efter broderns, Daniel Johan Lagerlöfs, död kallades till kyrkoherde. Församlingsborna önskade honom och Gustav III utfärdade fullmakt för honom under sin italienska resa, utan att domkapitlet hade fört upp honom på förslag. Under sin över fyrtioåriga verksamhet i församlingen gav han dock många prov på sin duglighet. Han erhöll också bevis på erkänsla för detta från högre ort då han 1794 utnämndes till prost honoris causa och 1799 till prost i Jösse kontrakt.
Lagerlöfs dotter, Johanna Elisabeth Lagerlöf, gifte sig med disponenten, Pehr Lagerhjelm, vid Bofors.